# Tigriornis leucolopha
Tigriornis leucolopha este o specie de stârc din familia Ardeidae. Face parte din genul monotipic Tigriornis. Este răspândit pe scară largă în pădurea tropicală africană.